# Seznam kanadskih kemikov
Seznam kanadskih kemikov.

## A
- Robert Ackman
- Howard Alper

## B
- Charles Thomas Beer

## C
- Chandre Dharma-wardana

## F
- Charlotte Froese Fischer
- William Fyfe

## G
- Roger Gaudry
- William Giauque
- Paul-Antoine Giguère

## H
- Gerhard Herzberg

## M
- Rudolph A. Marcus

## P
- Anthony Pawson
- John Charles Polany (Polányi János Károly) (1929-) (madžarsko-nemško-kanadski)

## R
- Lawrence V. Redman

## S
- Camille Sandorfy
- Joseph A. Schwarcz
- Michael Smith (kemik)
- Edgar William Richard Steacie

## T
- Henry Taube

## Y
- Leo Yaffe